# Чемпіонат України з гандболу серед жінок 2016—2017
Чемпіонат України з гандболу серед жінок (жіноча Суперліга) 2016/2017 — двадцять шостий чемпіонат України

## Учасники та терміни проведення
У чемпіонаті беруть участь 6 команд. Розпочався чемпіонат 2 вересня 2016 року. Матч за жіночий Суперкубок відбувся 28 серпня 2016 року в Херсоні між командами «Дніпрянка» Херсон та «Галичанка» Львів. Перемогу з рахунком 23:44 (12:20) здобула команда «Галичанка»
У попередньому етапі чемпіонату було проведено 10 турів, кожна команда провела зі всіма суперниками 20 матчів (по два у кожному турі). Завершився попередній етап 30 березня 2017 року. 
На фінальному етапі чемпіонату команди будуть розподілені на дві групи за результатами ігор попереднього етапу. До групи «А» включаються команди, що зайняли 1-3 місця після попереднього етапу. До групи «Б» включаються команди, що зайняли 4-6 місця. Триватиме фінальний етап чемпіонату 3 тури по дві гри в турі, на майданчику кожної з команд із збереженням очок, набраних на попередньому етапі.
| В групі «А» матчі фінального етапу відбудуться: - 7-9 квітня 2017 року в м. Херсон; - 25-27 квітня 2017 року в м. Ужгород; - 11-13 травня 2017 року в м. Львів. | В групі «Б» матчі фінального етапу відбудуться: - 9-11 квітня 2017 року в м. Тернопіль; - 26-28 квітня 2017 року в м. Київ; - 11-13 травня 2017 року в м. Миколаїв. |

## Турнірна таблиця. Суперліга

### Попередній етап
| № | Команда                        | І  | В  | Н | П  | М       | О  |
| - | ------------------------------ | -- | -- | - | -- | ------- | -- |
| 1 | «Галичанка» Львів              | 20 | 19 | 0 | 1  | 637:359 | 38 |
| 2 | «Карпати» Ужгород              | 20 | 16 | 0 | 4  | 580:406 | 32 |
| 3 | «Дніпрянка» Херсон             | 20 | 13 | 0 | 7  | 549:454 | 26 |
| 4 | РЕАЛ-МОШВСМ-НУК (Миколаїв)     | 20 | 8  | 0 | 12 | 487:572 | 16 |
| 5 | «Спартак» Київ                 | 20 | 3  | 0 | 17 | 390:584 | 6  |
| 6 | «Економ-Університет» Тернопіль | 20 | 1  | 0 | 19 | 360:628 | 2  |

### Фінальний етап

#### Група «А»
| № | Команда            | І  | В  | Н | П  | М       | О  |
| - | ------------------ | -- | -- | - | -- | ------- | -- |
|   | «Галичанка» Львів  | 26 | 24 | 0 | 2  | 787:473 | 48 |
|   | «Карпати» Ужгород  | 26 | 20 | 0 | 6  | 722:524 | 40 |
|   | «Дніпрянка» Херсон | 26 | 13 | 0 | 13 | 662:627 | 26 |

#### Група «Б»
| № | Команда                        | І  | В  | Н | П  | М       | О  |
| - | ------------------------------ | -- | -- | - | -- | ------- | -- |
| 4 | «Спартак» Київ                 | 26 | 10 | 0 | 16 | 466:588 | 20 |
| 5 | «Економ-Університет» Тернопіль | 26 | 8  | 0 | 18 | 426:631 | 16 |
| 6 | РЕАЛ-МОШВСМ-НУК (Миколаїв)     | 26 | 3  | 0 | 23 | 357:577 | 6  |